# Chalcophile
 (novembre 2022).
En géochimie, un élément chalcophile, ou simplement un chalcophile est un élément chimique qui se rencontre fréquemment en association avec le soufre en raison d'une affinité supérieure pour cet élément que pour l'oxygène, d'où le nom chalcophile (littéralement : « ayant une affinité pour le cuivre » à cause d'un contresens de Victor Goldschmidt, à l'origine de cette dénomination, qu'il pensait vouloir dire justement « ayant une affinité pour le soufre »).
Cette affinité pour le soufre est à l'origine de leur moindre abondance naturelle dans l'écorce terrestre par rapport à ce qu'elle est dans le système solaire, les sulfures étant plus denses que les silicates ; cet appauvrissement est toutefois plus faible que celui des sidérophiles, dont certains sont quasiment absents de la surface de la Terre. Les chalcophiles les plus rares sont le sélénium et surtout le tellure, dont l'abondance dans l'écorce est de l'ordre de celle du platine, un sidérophile rare.
D'une manière générale, les chalcogènes — groupe 16 — sont sensiblement plus rares dans l'ensemble de la masse terrestre que dans le système solaire, car ils forment des hydrures volatils qui n'ont pas précipité lors de la formation de la Terre.
Le zinc et le gallium ont également un caractère lithophile en raison de leur relative affinité pour l'oxygène, avec lequel ils forment des liaisons assez fortes ; le gallium est ainsi souvent associé à l'aluminium dans la bauxite, qui en est d'ailleurs la principale source.
Les chalcophiles font l'objet d'un commerce soutenu car, à la différence des lithophiles, qui requièrent des procédés très consommateurs d'énergie pour être extraits de leurs minerais, les chalcophiles peuvent être extraits par réduction au charbon à partir de minerais à forte teneur générés par des processus géochimiques qui peuvent les concentrer plus de cent mille fois par rapport à leur abondance moyenne dans l'écorce terrestre. C'est notamment le cas dans le plateau du Tibet ou dans l'Altiplano en Bolivie, où des roches particulièrement riches en chalcophiles sont remontées à la surface par les mouvements verticaux provoqués par la collision de plaques continentales.